# Nakatsuru Yuji
Yuji Nakatsuru (sinh ngày 31 tháng 5 năm 1979) là một cầu thủ bóng đá người Nhật Bản.

## Sự nghiệp câu lạc bộ
Yuji Nakatsuru đã từng chơi cho Oita Trinita.